# Gustel Stein
Gustel Stein (* 14. Januar 1922 in Sankt Goarshausen; † 18. Februar 2010) war ein deutscher Künstler. Er schuf zahlreiche Beton- und Bleiglasfenster, Wandmalereien und Mosaiken für Kirchen und Gebäude des öffentlichen Raums in ganz Deutschland, besonders in Mainz und Umgebung. Zu seinen Arbeiten gehören religiöse, profane und abstrakte groß- und kleinformatige Werke. Seit 1952 gestaltete er Kunstwerke in mehr als 70 Kirchen und anderen öffentlichen Orten und Privaträumen im Rheingau, an der Nahe, in Rheinhessen und Mittelhessen.

## Leben
Gustel Stein wurde 1922 als Sohn eines Malermeisters geboren. Nach seiner Schulausbildung absolvierte er bis 1940 eine handwerkliche Ausbildung im Betrieb des Vaters. In den Jahren 1941 bis 1945 leistete er Militärdienst. Von 1947 bis 1952 besuchte er die Landeskunstschule Mainz und war zwei Semester Meisterschüler bei Peter Paul Etz. Anschließend folgten Reisen nach Frankreich, Italien und Spanien. Von 1950 bis etwa 1980 wandte er sich der Glasmalerei zu und ab etwa 1957 der Malerei. Zwischen 1960 und 1968 erhielt er einen Lehrauftrag am Hochschulinstitut für Kunst und Werkerziehung der Johannes Gutenberg-Universität Mainz. Stein arbeitete insbesondere mit Dispersionsfarbe, Kunstharz, Sandputz, Acrylfarben und Lacken. 2008 stiftete Stein dem Landesmuseum Mainz 104 Arbeiten auf Papier und Gemälde, darunter Stillleben, Landschaften, Akte, Entwürfe für Glasfenster sowie gegenstandsfreie Arbeiten. Einen repräsentativen Querschnitt daraus zeigte das Landesmuseum 2013 unter dem Titel Gustel Stein (1922–2010). Arbeiten auf Papier.

## Werke im öffentlichen Raum

### Glasfenster
- Kapelle des Mainzer Hauptfriedhofs, 1952
- Kapelle auf dem Waldfriedhof (Mainz-Mombach)[2]
- Kapelle der Jesuiten (Berlin-Kladow), 1953
- Remigius-Kirche (Wöllstein), 1957
- St. Martin in Oestrich (Rheingau), Gesamtverglasung 1959–1971[3]
- Sankt Stephan (Mainz-Gonsenheim), 1966[4]
- 140 m²-Glaswand in der Carl-Zuckmayer-Realschule, Nierstein, 1969[5]
- Evangelische Kirche (Harxheim), 1977–1978[6]
- Christus- und das Heiliggeistfenster im Westchor der Katharinenkirche (Oppenheim), 1978[7][8]
- Thaddäusheim (Mainz), 1990[9]
- Karmeliterkloster (Mainz)
- Evangelische Kirche Mainz-Finthen[10]
- Katholische St. Alban (Trebur) Altarraumfenster, 1965

### Glasmosaik
- Pantokrator – Kloster Jakobsberg, 1953

### Wandgemälde
- Angler – Gärtner – Bauer, Huttenstraße 8, Mainz-Finthen, 1955
- Die Bremer Stadtmusikanten, Huttenstraße 21 / Ecke „Am Weisel“, Mainz-Finthen, 1955

## Einzel- und Gemeinschaftsausstellungen
- „Moderne christliche Kunst am Mittelrhein“, Mainz, 1952
- Haus am Dom, Mainz und Ausstellungsbeteiligung in Paris, 1953
- „Kunst und Kirche in unserer Zeit“, Frankfurt, 1956
- „Form und Farbe“, Koblenz, 1957
- Ausstellung in Genua / Bordighera, 1958
- Haus am Dom, Mainz: Reisebilder (1953–1958), 1959
- „Freie Mainzer Künstlergruppe – Malerei und Plastik“, Mainz 1971
- Kunstverein Eisenturm, Mainz, 1983
- Gabor Sajthy, Mainz, 1992
- Akademie der Wissenschaften und der Literatur, Mainz, 1999
- Haus am Dom, Kunstverein Eisenturm und Mainzer Rathaus, Ausstellungs-Trilogie, Mainz, 2006[11][12]
- Dom- und Diözesanmuseum (Mainz), 2009[13]

## Auszeichnungen
Gustel Steins Schaffen wurde 2007 mit Gaab-Teller der Stadt Mainz gewürdigt.